# Деменга, Томас
Томас Деменга (нем. Thomas Demenga, 1954, Берн) — швейцарский виолончелист и композитор.

## Биография
Занимался у Л. Роуза, М. Ростроповича, учился в Джульярдской школе.

## Творчество и творческие контакты
Деменге принадлежит ряд сочинений для виолончели и альта. Как виолончелист он играл с крупнейшими оркестрами Европы и США под руководством ведущих дирижёров мира. Выступал в ансамблях с Г. Кремером, О. Николе, Х. Холлигером, Т. Циммерман, Т. Анцеллотти, П. Копачинской.

## Репертуар
Исполнительский репертуар Деменги включает сочинения композиторов от Вивальди, Баха, Телемана до Пярта, Б. А. Циммермана, Т. Хосокавы.